# Râul Comloș, Muncaciu
Râul Comloș este un curs de apă, afluent al râului Muncaciu. 

## Hărți
- Harta munții Bodoc-Baraolt  Arhivat în 29 ianuarie 2014, la Wayback Machine.
- Harta județul Covasna